# Matrix Reloaded
Matrix Reloaded (títol original en anglès, The Matrix Reloaded) és la segona part de la trilogia Matrix. És dirigida per les germanes Wachowski i interpretada per Keanu Reeves, Carrie-Anne Moss i Laurence Fishburne. Es va estrenar l'any 2003 i està distribuïda per Warner Bros. S'ha doblat i subtitulat al català.
En aquesta segona entrega es descobriran personatges nous, com el creador de Matrix, Merovingi, o uns bessons que també estan dotats de poders fantàstics. Els efectes especials són molt impressionants, i aconsegueixen escenes de gran impacte, com la batalla de Neo contra molts Smiths i la persecució de l'autopista.

## Argument
Neo, Trinity i Morfeu van a Sió, l'última ciutat humana que queda. A poc a poc, les màquines van avançant i Neo, amb nous i increïbles poders, haurà de lluitar contra més clons de l'Agent Smith i fer front a la situació. L'amor entre Neo i Trinity creix moltíssim.

## Filosofia
Matrix 2 a l'igual que la seva predecessora, és una pel·lícula amb una gran base filosòfica. En aquest cas, però, havent assumit la inspiració cartesiana té una inspiració provinent de la causalitat i de David Hume.
En una de les escenes amb el personatge francès (Merovingi) interpretat per Lambert Wilson, ell fa una crítica a la crítica al principi de la causalitat de David Hume. El personatge afirma que l'única veritat universal és la causa i l'efecte, l'acció i la reacció, així criticant una de les parts més importants de la filosofia de Hume.
Hume, analitza la causalitat invalidant-la totalment com a principi vàlid com a font fiable del coneixement. Amb el principi de còpia diu que pot treure sempre les impressions derivades de totes les causes i tots els efectes, però no hi ha cap impressió realment de la connexió entre la causa i l’efecte. Malgrat això, sempre establim una relació entre dues idees degut al costum i l’hàbit i la tradició, veiem sempre com després de llençar la bola A, la bola B sempre es mou, per tant, establim que hi ha una connexió entre aquests dos successos quan veritablement no n'hi ha, perque la connexió no deriva de cap impressió. Hume diu que establim aquesta relació degut a la contigüitat espai-temps (coherència en temps i espai), a la prioritat temporal, és a dir, una cosa sempre passa abans que l’altra, i la conjunció constant (sempre al repetir un procediment passa el mateix). Per tant, la causalitat és fruit de la nostra imaginació i el coneixement que ens ve per les ciències és probable,i això trenca amb moltes coses, ja que la vida està guiada pel costum i no per la raó com sempre ha sigut pensat, segons Hume. 
El personatge Merovingi crítica totalment aquesta crítica a la causalitat en l'escena afirmant tot el contrari, la causalitat com a única font fiable del coneixement. Així doncs, Matrix Reloaded també conté un alt grau de filosofia just com la primera pel·lícula de la saga Matrix.

## Repartiment
- Keanu Reeves: Neo
- Laurence Fishburne: Morpheus
- Carrie-Anne Moss: Trinity
- Hugo Weaving: Agent Smith
- Neil i Adrian Rayment: els bessons
- Jada Pinkett Smith: Niobe
- Monica Bellucci: Persephone
- Harold Perrineau: Link
- Randall Duk Kim: el serraller
- Gloria Foster: Oracle
- Helmut Bakaitis: arquitecte
- Lambert Wilson: Merovingi
- Daniel Bernhardt: Agent Johnson
- Nona Gaye: Zee
- Gina Torres: Cas
- Harry Lennix: Comandant Lock
- Cornel West: Conseller West
- Ian Bliss: Bane

## Nominacions
2003: Nominada als Premis Razzie: pitjor director

## Rebuda
- Matrix 2 és més del mateix que 'Matrix 1', però en mancar el reclam de la novetat, pitjor. (...) Convocarà milions de seguidors, però se n'anirà finalment amb ells -temps al temps- al sobreeixidor de les coses passatgeres i que no deixen empremta.[5]
- Les escenes d'acció són tan brutalment elegants com es podria esperar, encara que hi ha un descoratjador 'més-del-mateix' quant a l'aspecte de la pel·lícula.[6]